# 福祥寺
37°04′04″N 112°46′56″E / 37.06778°N 112.78222°E
福祥寺位于中国山西省榆社县河峪乡岩良村东部，地处云竹水库北岸，三面环水。2006年被列为第六批全国重点文物保护单位。
福祥寺始建于后晋开运三年（946年），现仅存正殿和南殿，其中正殿为金代遗构，南殿为明早期所建。正殿面阔五间，进深三间，单檐歇山顶，斗栱为六铺作单杪双下昂。南殿面阔三间，进深四椽，单檐悬山顶。